# Madone
Madone (lombardul: Madù) település Olaszországban, Lombardia régióban, Bergamo megyében. Lakosainak száma 4082 fő (2023. január 1.). Madone Bonate Sotto, Filago, Chignolo d'Isola és Bottanuco községekkel határos.

## Népesség
A település lakossága az elmúlt években az alábbi módon változott:
| Lakosok száma | 4026 | 4068 | 4082 |
|               | 2017 | 2018 | 2023 |